# Chris Coleman
Christopher Patrick Coleman, né le 10 juin 1970 à Swansea (pays de Galles), est un footballeur international gallois reconverti entraîneur de football.
Il est sélectionneur de l'équipe du pays de Galles entre 2012 et 2017, atteignant notamment les demi-finales de l'Euro 2016.

## Biographie

### Comme joueur
Durant sa carrière de joueur, il évolue au poste de défenseur. Il joue à Swansea City, à Crystal Palace, puis chez les Blackburn Rovers et enfin à Fulham. International gallois, il compte au total 32 sélections et 4 buts avec l'équipe du pays de Galles. Quelques mois plus tôt[Quand ?], il avait arrêté sa carrière de footballeur à la suite d'un accident de voiture dans lequel il avait été victime d'une double fracture de la jambe, alors qu'il était capitaine dans le club anglais de Fulham. Il devient dès lors le manager du club qui évolue en Premier League. Il succède à ce poste au Français Jean Tigana.

### Carrière d'entraîneur

#### Real Sociedad (2007-2008)
En juillet 2007 il s'engage avec le club espagnol de la Real Sociedad. Mais l'expérience ne dure que quelques mois. Un nouveau président, Inaki Badiola, est élu à la tête de la Real et ses différences de vue avec le Gallois poussent celui-ci à présenter sa démission en janvier 2008. « C'est avec une grande tristesse que nous [Steve Keane, son assistant, et lui-même] quittons un grand club, déclare-t-il alors. Les choses ont changé avec l'arrivée de Badiola et deux conceptions du club se sont alors opposé. »

#### Coventry City (2008-2010)
Le mois suivant, il prend en main l'équipe de Coventry City, qui évolue en Football League Championship (D2 anglaise). Il le quitte le 4 mai 2010 en raison des mauvais résultats du club (19e du championnat 2009-2010).

#### Sélection du pays de Galles
Après la démission de John Toshack du poste de sélectionneur de l'équipe du pays de Galles, en septembre 2010, Coleman annonce le 22 octobre 2010 qu'il est candidat à ce poste. Celui-ci revient finalement à Gary Speed et Coleman prend alors en main les rênes de l'équipe grecque de l'AEL Larissa. Mais quelques mois après, il démissionne de son poste en raison des problèmes financiers du club alors que la Fédération galloise cherche un successeur au poste de sélectionneur laissé vacant après la mort tragique de Speed. Coleman se porte à nouveau candidat pour le poste. Il est officiellement nommé sélectionneur de l'équipe du pays de Galles de football le 19 janvier 2012.
Sa première décision de sélectionneur consiste à laisse le brassard de capitaine au jeune Aaron Ramsey, âgé de 21 ans. Le 26 janvier, il annonce que Kit Symons est entraîneur adjoint. En 2016, Coleman mène sa sélection en demi-finale de l'Euro 2016.
Le 17 novembre 2017, il annonce qu'il quitte ses fonctions de sélectionneur du pays de Galles.
Deux jours plus tard, Coleman est nommé entraîneur du Sunderland AFC, en deuxième division anglaise. Il est renvoyé le 29 avril 2018, peu après la relégation mathématique du club en troisième division.

#### Hebei China Fortune (2018-2019)
Chris Coleman s'engage avec le club chinois d'Hebei China Fortune le 11 juin 2018. Il est licencié le 15 mai 2019 après des mauvais résultats.

#### OH Louvain
Le 30 novembre 2024, Chris Coleman devient le nouvel entraîneur principal du club belge de Louvain, OHL, en remplacement de Oscar Garcia, limogé une semaine plus tôt pour insuffisance de résultat.
L'entraîneur gallois a signé un contrat jusqu'en juin 2026 et sera sur le banc pour le déplacement au Standard de Liège, le 7 décembre 2024.

## Statistiques

### Comme entraîneur
| Fulham FC      | 17 avril 2003    | 11 avril 2007    | 176 | 61  | 44  | 71  | 34,7 |
| Real Sociedad  | 28 juin 2007     | 16 janvier 2008  | 20  | 8   | 5   | 7   | 38,1 |
| Coventry City  | 19 février 2008  | 4 mai 2010       | 117 | 34  | 37  | 46  | 29,1 |
| AEL Larissa    | 26 mai 2011      | 9 janvier 2012   | 12  | 6   | 5   | 1   | 50,0 |
| Pays de Galles | 19 janvier 2012  | 17 novembre 2017 | 50  | 19  | 13  | 18  | 33,3 |
| Sunderland AFC | 19 novembre 2017 | 29 avril 2018    | 29  | 5   | 8   | 16  | 17,  |
| Total          | Total            | Total            | 405 | 133 | 113 | 159 | 32,8 |